# 水中、それは苦しい
水中、それは苦しい（すいちゅう、それはくるしい）は、日本のスリーピースバンドである。1992年結成。

## 概要
アコースティックギター、ヴァイオリン、ドラムという珍しい編成のバンド。前身バンドは「シネシネ団」であるが、後述のようにオリジナルメンバーは一人もいない。
みうらじゅん、山本直樹、猫ひろし、リリー・フランキーらと親交があり、山本直樹デザイン、リリー・フランキーデザイン、ビッグ錠デザイン、伊藤理佐デザインのバンドTシャツを制作。
猫ひろしとジョニー大蔵大臣によるネットTV『きんちゃんぎんちゃん』が、猫ひろしの公式ブログにて配信されていた。（2011年6月終了）
ジョニー大蔵大臣は、東京都江東区のレインボータウンエフエム放送、79.2『猫ひろしのキバRUNラジオ』（毎週水曜日21:00 - 21:50）に2011年8月～2016年頃までレギュラー出演していた。

## 概歴
1985年に、竹内直夫(ギター、リーダー)、斎藤学(ヴァイオリン)、三浦(ボーカル)により前身バンド『シネシネ団』として結成される。
1992年、ジョニー大蔵大臣(ボーカル)が加入し、「水中、それは苦しい」としての活動開始。OZディスクより2枚のアルバムをリリース後、一時活動を休止。（なお、CDには1998年より活動をフランスに移すためであると竹内による記載があった。また竹内は2006年と2010年に一時帰国した際に再結成後のメンバーと共演しDVD作品にその模様が収録されている）
夜逃げ、就活、ギターポップを経て2004年、再始動。ジョニー大蔵大臣と横田林三(ヴァイオリン)のデュオ編成となる。その後、吉田規朗(ドラム)が加入。以降、現在の編成となった。林三はバイオリニスト斎藤ネコの紹介で、吉田は水中のファンであった。
2005年、銀杏ボーイズのツアーに同行。この頃、横田林三は「セクシーパスタ林三」、吉田規朗は「アナーキー吉田」と改名。オリジナルメンバー斎藤学による命名で、打ち上げで先に帰った林三と吉田は翌日公式サイトを見て変わり果てた自分の芸名を知ることになる。
2006年、銀杏BOYZのレーベル、初恋妄℃学園よりアルバム『顔にやさしく』をリリース。
2006年～2008年、TV東京『竹山先生』および『シンボルず』にて「じじょうのうた」放送。
2008年、TBS『あらびき団』に出演、代表曲「安めぐみのテーマ」を披露。
2010年、「サマーソニック2010」に出演。応募総数1840組の中から選ばれた。
2011年、9月23日公開の映画『モテキ』にジョニー大蔵大臣が本人役で出演し歌と演奏を披露。同年『仮面ライダーフォーゼ』のバンダイガシャポンCMでギターと歌を担当。
2012年、さそり監督映画『ひなげし』にジョニーが出演（主演）。12月より『仮面ライダーウィザード』のバンダイガシャポンのCMに出演。歌を担当。
2013年、三間旭浩監督映画『音楽を無数のペンギンにのせて』の音楽を担当（ジョニー主演）。ミュージックラボ出品作品。
2014年～2015年、『竹山ロックンロール』（TVK、テレビ埼玉、千葉TV、サンテレビ、MTV）に合計3回出演。
2014年5月より、『烈車戦隊トッキュウジャー』のバンダイガシャポンCMソング放送。
2015年、テレビドラマ『ヤメゴク〜ヤクザやめて頂きます〜』に大蔵が半グレリーダー役で出演。その際、山本直樹がデザインしたバンドTシャツを着用している。
2018年、配信ドラマ『SICK'S 恕乃抄 〜内閣情報調査室特務事項専従係事件簿〜』『SPECサーガ黎明篇「サトリの恋」』に大蔵がシャブ中男役で出演。
同年、映画『リビングファミリー』でジョニーが壊れゆく家族の父親役に挑戦。同名のテーマソングを劇中の朝食シーンで歌っている。ミュージックラボ出品作品。
2018年～2019年、Eテレの番組「ブレイク！」内の企画「ほうかごソングス」にて描き下ろし曲『じゆうけんきゅうのめがみ』が放送され話題となる。
2020年、椎名琴音と山岸健太によるユニット「4＆1/2」に大蔵が「さよならのバズーカ」を提供。
2021年、配信ドラマ『SPEC サーガ黎明篇「Knockin'on 冷泉's SPEC Door」～絶対預言者 冷泉俊明が守りたかった幸福の欠片～』に大蔵がシャブ中男役で出演。

## メンバー
ジョニー大蔵大臣（大蔵克紀、1972年12月23日 - ）ボーカル・ギター、
石川県金沢市出身。A型。
石川県立金沢泉丘高等学校、早稲田大学第二文学部卒業。
セクシーパスタ林三（横田林三、1980年8月17日 - ）ヴァイオリン
埼玉県越谷市出身。O型。
埼玉県立浦和高等学校、早稲田大学理工学部、同大学院卒業。
アナーキー吉田（will be アナーキーA）（吉田規朗、1984年9月15日 - ）ドラム
大阪府吹田市出身（育ちは東京都世田谷区）。A型。
東京都立小山台高等学校卒業、東京外国語大学チェコ語学科卒業、徳島大学医学部卒業。2020年3月に医師国家試験に合格。

## ディスコグラフィー

### アルバム
- ひと目見て憎め（1993年6月：OZ DISC）-（2006年7月26日再発：徳間ジャパン）
  - もげもげ先輩/ゆびしんいち/ガッツいちもつ/チリメン '75/ラプソディ・イン・ジャパン/天使のささやき/もやしラーメン/バターロール/自然な暮らし/デビル・セックス/スノーマン/頻尿の人/猿かナメクジからの手紙/撲殺パピコ（チョコ・コーヒー）/ニセモノ/サンダー・レイプ/サンダー・レイプ（カラオケ）/サンダー・レイプ（ヴォーカル）
- ひとりで生きる（1997年12月25日：OZ DISC）-（2006年7月26日再発：徳間ジャパン）ライブ＆未発表曲集アルバム
  - 機動戦士マスゾエ/上田敏²物語（うえだびんびんものがたり）/小便だらけの湖（with三上寛）/トラック上走行演奏/ゆびしんいち/撲殺パピコ（チョココーヒー）/神/ゆびしんいち/夏の力士/サンダーレイプ/少女/頻尿の人/もげもげ先輩/もやしラーメン/妖怪/ニセモノ/遠藤賢司/もげもげ先輩
  - [再発盤追加収録（東中野エウロスでのファーストライブ）] チリメン'75／もやしラーメン／ラプソディ・イン・ジャパン／天使のささやき／頻尿の人／ゆびしんいち
  - [Bonus Track（シネシネ団時代の楽曲）] オレはカラス/筋肉について/今日は十五夜/燃えるシーサイド/クリスマスソング/徒然草/東北新幹線/夏のおわり/我が友コケコッコー/20億光年の孤独/おお、ゴリラ
- 復活ののろし（2004年5月2日：ジョニーディスク）ライブアルバム
  - もげもげ先輩/ゆびしんいち/オー・マイ・リトル・スペイン/スノーマン/さくら～ナメック星YES/ガッツいちもつ/デビルセックス（アンコール）
- 顔にやさしく（2006年3月8日：初恋妄℃学園）　ゲスト：安孫子真哉（ベースで1曲参加）
- 手をかえ品をかえ（2011年9月7日：ジョニーディスク）
  - 農業、校長、そして手品/読者モデルに、俺はなる！/暮らしと安全/あばれチンパンジーゲーム/新谷さん、犬つれて/おっと！オトタケ/サイボーグ（初段）/妹よ！/しましまのうま/ロシアの女/ブブカ/サイボーグ（師匠）/小鳥酒/俳句/キングコングの嫁探し/クフ王/無軌道戦士ランダム/どこかの折れたエンジェル/人物伝/まじんのおのようこ　ゲスト：真部脩一（ベース、エレキギター、コーラスで計5曲参加）
- 芸人の墓（2012年12月7日：ジョニーディスク）
  - 芸人の墓/暴言少女よしえ/マジで恋する5億年前/本質I/居酒屋デリンジャー/風の谷の噺家/本質II/悲しみサンバカーニバル/乙女の祈り/アゲインアゲイン　ゲスト：中鉢優香（ベースで1曲参加）
- 水中見舞い（2016年12月7日：ジョニーディスク）
  - ホタルイカの光/僕らがタマゴを飲む理由/吉田の季節/俺、副都心/ツバメ☆グリル/さらば!永遠の命と引き換えたワタリガニ ~悲しきかな、汝の名はズワイガニなり~/あんぱん男/THE 村上/THE 民/ツバメ☆グリル2/組長の代理音頭/何で私が東大寺に!?/イノクマさんと呼ばれた少女/仕上げはおじいさん
- ゆりかごから保育園まで（2020年7月1日：ジョニーディスク）[4]
  - 保育園落ちた、吉田死ね/平日になった祝日/ゴムじゃないゴリラ/ヘイ！40°C/じゆうけんきゅうのめがみ(アルバムバージョン)/リビングファミリー/全力ですか？/打楽器奏者のひとりキャンプ/へびめたへびめた/北陸でんせつ/棒読み家族/全滅戦隊ムネンジャー(予告編)/志半ばマン/さよならのバズーカ/食い気味ロックンロール(上京編)　ゲスト：えらめぐみ（ベースで5曲参加）

### シングル
- めんた君のテーマ（2013年8月8日：ジョニーディスク）
  - めんた君のテーマ/魚卵の唄/めんた君のテーマ（カラオケ）/魚卵の唄（カラオケ）/めんた君のテーマ（ボーカル）/ 魚卵の唄（ボーカル）

### DVD
- 「罪深き天使たちの終わりなき部活動+ガラスのPV」（2005年1月15日：ジョニーディスク）
- 「九州縦断そして横断 〜水中、それはそれは苦しい九州ツアー2005〜」（2005年9月9日：ジョニーディスク）
- 「水中、それは苦しいとパリの自由人」（2006年10月28日：円盤）
- 水中、それは苦しいオーケストラ　「水中、それは苦しいspecialワンマンショウ〜円盤ジャンボリー2006.7.15 渋谷O-nest〜」（2010年9月18日：円盤）
- 水中、それは苦しい＆すばしこいクマ歌劇団 歌劇「まじんのおのようこ〜円盤ジャンボリー2010.7.4 渋谷0-nest〜」（2010年9月18日：円盤）
- 「坊主が屏風に体当たり LIVE at 新宿JAM 2013.9.15」（2013年12月23日：ジョニーディスク）

## 出演

### テレビ
- 竹山先生?（2006年、テレビ東京） - じじょうのうた、爆竹山先生。
- あらびき団（2008年7月23日、TBS）「安めぐみのテーマ」を披露。
- シンボルず（2007年、テレビ東京） - じじょうのうた。
- 週刊働く人（2013年8月1日、テレビ東京）- AeLL.が歌う『ウィルビィ社歌』を楽曲提供。
- 竹山ロックンロール（2014年 - 2015年1月3日、テレビ埼玉など）
- ヤメゴク〜ヤクザやめて頂きます〜（2015年5月14日、TBS）- 半グレリーダー役。ジョニー大蔵大臣のみ。
- ブレイクッ（2018年、2019年、NHK Eテレ）- ほうかごソングス「じゆうけんきゅうのめがみ」

### ウェブ
- GYAOジョッキー・六本木きんちゃんぎんちゃんSP（2007年5月7日、GYAO）
- きんちゃんぎんちゃん（2008年11月5日 - 2011年7月6日、BBstation） - 猫ひろしとジョニー大蔵大臣のインターネットテレビ
- SICK'S 〜内閣情報調査室特務事項専従係事件簿〜恕乃抄（2018年4月1日、Paravi）- シャブ中男役。ジョニー大蔵大臣のみ。
- SPECサーガ黎明篇「サトリの恋」（2018年9月18日、Paravi）- シャブ中男役。ジョニー大蔵大臣のみ。
- SPEC サーガ黎明篇「Knockin'on 冷泉's SPEC Door」～絶対預言者 冷泉俊明が守りたかった幸福の欠片～（2021年2月18日、Paravi））- シャブ中男役。ジョニー大蔵大臣のみ。

### ラジオ
- 山里亮太の不毛な議論（2010年8月25日、TBSラジオ） - ジョニー大蔵大臣のみ。リスナーから投稿された替え歌の歌い手として登場した。
- 猫ひろしのキバRUNラジオ（2011年8月 - 2016年、レインボータウンFM） - ジョニー大蔵大臣のみ。
- レ・ロマネスクTOBIの「めんそーレレレ」（2020年7月4日、8月3日、沖縄・RBCiラジオ）

### 映画
- モテキ（2011年9月23日、大根仁監督、東宝） - ジョニー大蔵大臣役。ジョニー大蔵大臣のみ。
- 男女物語（2010年、さそり監督） - ジョニー大蔵大臣のみ。
- エッチエッチワールド（2011年、さそり監督） - ジョニー大蔵大臣のみ。
- ひなげし（2012年、さそり監督） - ジョニー大蔵大臣のみ。
- 音楽を無数のペンギンにのせて（2013年、三間旭浩監督） - ジョニー大蔵大臣のみ。バンドとして劇中音楽も担当。
- 101回目のベッド・イン（2016年、サーモン鮭山監督） - ジョニー大蔵大臣のみ。
- PLAN6 CHANNEL9（2016年、島田角栄監督） - ジョニー大蔵大臣のみ。
- リビングファミリー（2018年、矢部凜監督） - 壊れゆく家族の父親役。ジョニー大蔵大臣のみ。
- VR笹口（タイトル超仮）（2018年7月、笹口騒音ハーモニカ監督） - 落語家 水中亭苦笑役。ジョニー大蔵大臣のみ。

### CM
- バンダイガシャポン『仮面ライダーウィザード』（2013年、バンダイ）出演、声担当。
- バンダイガシャポン『仮面ライダーフォーゼ』（2014年、バンダイ）歌、ギター担当。
- バンダイガシャポン『烈車戦隊トッキュウジャー』（2014年、バンダイ）作曲、演奏、歌担当。
- 一平ちゃん夜店の焼きそば「日本全国マヨビーム編」（2012年、明星食品）サウンドロゴ歌唱、歌担当。